# IC 908
IC 908 ist eine Balken-Spiralgalaxie vom Hubble-Typ SBd im Sternbild Jungfrau nördlich der Ekliptik. Sie ist schätzungsweise 296 Millionen Lichtjahre von der Milchstraße entfernt und hat einen Durchmesser von etwa 80.000 Lichtjahren.
Das Objekt wurde am 10. Juni 1893 vom französischen Astronomen Stéphane Javelle entdeckt.